# Convenção de Londres

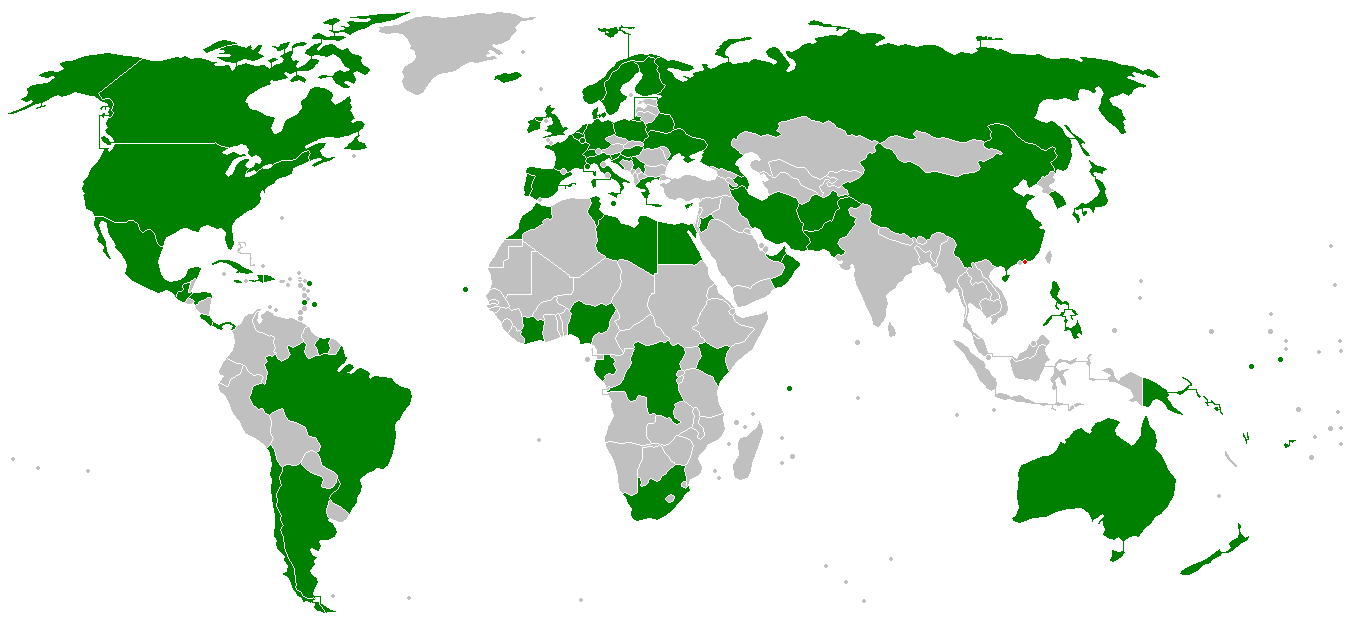
Países signatários da Convenção de Londres

A Convenção sobre Prevenção da Poluição Marinha por Alijamento de Resíduos e Outras Matérias, mais conhecida como Convenção de Londres, é um compromisso internacional adotado em 13 de novembro de 1972 sob os auspícios da Organização Marítima Internacional (OMI) para a proteção dos oceanos de todas as formas de poluição, e entrou em vigor em 1975, sendo um dos primeiros em seu gênero. Atualmente 87 países são signatários.
A Convenção se baseia em conclusões científicas, na preocupação com a saúde do meio ambiente marítimo e em princípios do Direito Internacional, uma vez que as águas dos mares se comunicam livremente por todo o globo, e os agravos que sofrem por causa dos atos de uma nação podem prejudicar os interesses das outras. Em 1996 foi criado o Protocolo de Londres para uma revisão e atualização da Convenção, com o objetivo de eventualmente substituí-la, entrando em vigor em 2006, com 44 assinaturas até o presente.
Na análise dos 40 anos de vigência da Convenção, a OMI declarou em 2012 que os resultados têm sido importantes: algumas formas de despejo de lixo e resíduos nos mares declinaram em larga escala, os países foram estimulados a criar legislação específica e projetos práticos para melhor destinação de todos os resíduos, e estabeleceu parâmetros para novas pesquisas e para a cooperação internacional, entre vários outros benefícios.